# 家庭小説
家庭小説（かていしょうせつ）は、主として明治-大正期の新聞に連載された女性向け通俗小説の呼称。また、主に欧米において19世紀後半に現れた、中産階級の家庭崇拝をベースとするセンチメンタルな物語のジャンルである。主に少女を主人公とし、家庭内の人間関係と周囲との関わりの中で成長し、社会に目覚めていく様を物語るもので、代表的な作品にオルコット『若草物語』、モンゴメリ『赤毛のアン』、ワイルダー『大きな森の小さな家』などがある。

## 日本における家庭小説
明治-大正期の新聞に連載された女性向け通俗小説である日本の家庭小説について述べる。明治20年以後、近代的な小説の文体が完成すると、各新聞が家庭小説を掲載するようになる。それ以前の通俗小説は、政治小説、撥鬢小説（村上浪六）などがあったが、家庭小説は主として女を主人公とし、その不幸な境涯を描き、読者の同情を涙をそそるものであった。
もっとも人気を博したのは、明治30年代の徳冨蘆花の『不如帰』と尾崎紅葉の『金色夜叉』で、これらはのち新派のレパートリーとして定着する。その源流は、米国のダイムノヴェルと呼ばれる女性向け通俗小説であるとされ、『金色夜叉』については、その籃本はバーサ・クレイの『女より弱きもの』であると堀啓子によって確定されている。
家庭小説の王者とされたのは菊池幽芳で、大正末期まで活躍し、『己が罪』をはじめとして多くのヒット作を出した。作家は多く新聞社に専属の形をとり、「朝日新聞」に半井桃水、村井弦斎、武田仰天子、原抱一庵、草村北星、「読売新聞」に紅葉とその門下の小栗風葉、泉鏡花、徳田秋声などが依り、「大阪毎日新聞」「東京日日新聞」には幽芳、田口掬汀、それ以外に、渡辺霞亭、柳川春葉、江見水蔭、村井弦斎などがあった。小杉天外の『魔風恋風』、風葉の『青春』などもこの一種である。
大正後期まで、新聞小説は概して家庭小説と講談の速記の二本立てだったが、後者は中里介山、直木三十五などの時代小説にとって代わられ、これらは「大衆小説」と呼ばれた。
「家庭小説」の名称は、家庭で読むにふさわしいという意味が原義だが、実際には恋愛、不貞、セックスなどが描かれることがあり、女学校では読むことを禁止されることもあった。
一般的な文学史では黙殺されることが多いが、樋口一葉などもこうした定型を踏まえて書いており、夏目漱石も朝日新聞入社第一作『虞美人草』は家庭小説であり、伊藤左千夫『野菊の墓』もそうである。初期ゾライズムとされる天外の『はつ姿』などもこの一種であり、二葉亭四迷が朝日新聞に連載した『其面影』も家庭小説の一種である。漱石の推薦で朝日新聞に連載した大塚楠緒子の小説なども家庭小説である。
春葉の『生さぬ仲』、霞亭の『渦巻』など、大正期にもなおヒット作を出しており、菊池寛『真珠夫人』のような新しい家庭小説が現れるが、これらは「通俗小説」という蔑称をもって遇された。大正期には長田幹彦、久米正雄、中村武羅夫、加藤武雄、三上於菟吉が、新しい通俗小説の書き手として台頭し、また連載の場としても、『主婦之友』『婦人倶楽部』などの婦人雑誌が現れた。
家庭小説は前田愛らによって研究されたが、依然として本格的な研究はなされていない。その流れは、昭和に入り、生活が近代化する中で、中野実、佐々木邦らのユーモア小説、石坂洋次郎らの恋愛小説などにとって代わられる。

## 欧米における家庭小説
アメリカにおいては、スーザン・ウォーナー（筆名：エリザベス・ウェザレル）の『広い、広い世界（エレン物語）』（1850年）が少女を主人公にした少女小説の先駆とされる。ウォーナーの『広い、広い世界』は、『アンクル・トムの小屋』の作者ハリエット・ビーチャー・ストウらが担い広く普及していた子供に宗教や道徳を教える日曜学校派物語（Sunday School fiction）と呼ばれるフィクションの一種である。日曜学校派物語は当時のアメリカで福音主義運動の一環であった。家庭小説として深化させたのがオルコットの『若草物語』（1868年）であると言われる。同作は、1850年代からの伝統を汲んだリアリズムやユーモアのある家庭小説という文学的潮流の中から生まれたもので、「十九世紀に人気があったセンチメンタルな婦人向け家庭小説をより易しくし、これにさらに、ロマン主義的な児童文学の要素を加えて、より低年齢層に向けたもの」と評価されている。
一般の出版社による児童文学も、日曜学校派物語より内容は豊かであるとはいえ、基本的な姿勢は変わらず、道徳や教訓が重要な要素であった。また、『若草物語』出版当時の南北戦争中から後にかけて、アメリカの児童向け出版社はおおむね、ボストンまたはニューヨークのアメリカのジェントリー層による集団であり、伝統的なジェントリー的価値観も重んじられていた。産業革命以降、旧来のジェントリー層は没落しつつあり、アメリカ社会の価値観の多様化が進んでおり、ジェントリー層の出版人・児童向け作家たちは、アメリカ家国以来の社会秩序の根本にであった誠実、名誉、意思堅固、節制、慎み、正義といった、伝統的社会の基盤となるジェントリー層の伝統的価値観を次世代に教え、高潔な人格を育むことを大きな使命と考えていたのである。彼らの多くは牧師や人道主義的社会改革者で、オルコットもこの集団の一員であり、使命観を共有していた。オルコットは多くの短編の教訓物語で、「勤勉と愛が希望をもたらす」というパターンを繰り返しており、当時の女性の道徳であり、超絶主義の教育論者だった父のエイモス・ブロンソン・オルコットの教えでもあった自己否定（欲望する自己の放棄・利他的な禁欲）の道徳の重要性を小説に書いた。また、『若草物語』は、作者自身の少女時代の体験をベースにしており、エピソードと人物にリアリティがあり生き生きしていると読者の心を掴んだ。
その後、スーザン・クーリッジの『すてきなケティ』（1872年）やカナダのモンゴメリの『赤毛のアン』（1908年）などでジャンルとして確定されていった。
イギリスでは、伝統的な教訓物語からの派生として家庭小説が生まれ、メアリー・M・シャーウッドの『フェアチャイルド家物語』3部作（1818年、1842年、1847年）やシャーロット・ヤングの『ヒナギクの首飾り』（The Daisy Chain、1856年）が家庭小説の端緒となった。

### 翻訳家庭小説の復刊
日本では、1980年代中頃よりコバルト文庫作家を中心とした少女小説ブームが起こる。しかし代表作家の一人であった氷室冴子はブーム以降は「少女小説」とは距離をおくようになり、1990年に角川書店に「家庭小説」の復刊について企画を持ち込み、ガイドブックである『マイ・ディア - 親愛なる物語』を出版、「角川文庫マイディアストーリー」として20数冊の翻訳家庭小説を復刊させた。

### 代表的な翻訳家庭小説
氷室冴子の『マイ・ディア』で取り上げられている翻訳家庭小説には以下のようなものがある。
- モンゴメリ『赤毛のアン』とアンシリーズ、『丘の家のジェーン』
- オルコット『若草物語』『続若草物語』『八人のいとこ（英語版）』『花ざかりのローズ（英語版）』『昔気質の一少女（英語版）』
- ジーン・ポーター『そばかすの少年（英語版）』『リンバロストの乙女（英語版）』
- ネズビット『若草の祈り』（『鉄道きょうだい』）
- エレナ・ポーター『少女パレアナ（英語版）』（『少女ポリアンナ』）、『パレアナの青春（英語版）』
- ケート・D・ウィギン『少女レベッカ（英語版）』『レベッカの青春』
- バーネット『秘密の花園』
- ウェブスター『あしながおじさん』『続あしながおじさん』
- ミス・リード（英語版）『村の学校』『村の日記』『村のあらし』
- ヨハンナ・シュピリ『アルプスの少女ハイジ』
- エクトール・アンリ・マロ『家なき娘』